# Одун
Одун (фр. Audon) насеље је и општина у југозападној Француској у региону Аквитанија, у департману Ланд која припада префектури Дакс.
По подацима из 2011. године у општини је живело 321 становника, а густина насељености је износила 42,52 становника/km². Општина се простире на површини од 7,55 km². Налази се на средњој надморској висини од 45 метара (максималној 55 m, а минималној 8 m).

## Демографија
| 1962. | 1968. | 1975. | 1982. | 1990. | 1999. | 2011. |
| ----- | ----- | ----- | ----- | ----- | ----- | ----- |
| 308   | 325   | 314   | 279   | 276   | 275   | 321   |

График промене броја становника у току последњих година